# Хелга Влаховић
Хелга Влаховић (уд. Брнобић; Загреб, 28. јануар 1945 — Загреб, 27. фебруар 2012) је била хрватска и југословенска новинарка и телевизијска водитељка. Године 1964. запослила се на ЈРТ, где је радила све до распада Југославије 1991. године, када прелази на новоосновану Хрватску телевизију. Данас се често помиње у контексту једне од најпопуларнијих водитељки бивше Југославије, уз колеге Оливера Млакара,  Мићу Орловића, Данку Нововић и друге. Пензионисана је 2006. године.
Уз Оливера Млакара је водила програм Евросонга 1990. године, који је одржан у Загребу, након победе групе Риве у Лозани 1989.
Преминула је од карцинома, 27. фебруара 2012. године, у Загребу.